# Finnfjordbotn
Finnfjordbotn (en same du Nord : Vuotnabahta) est une localité du comté de Troms, en Norvège.

## Géographie
Administrativement, Finnfjordbotn fait partie de la kommune de Lenvik.